# ضرغام‌آباد (کهگیلویه)
ضرغام‌آباد (کهگیلویه)، مرکز دهستان دهدشت شرقی  و روستایی از توابع بخش مرکزی شهرستان کهگیلویه در استان کهگیلویه و بویراحمد ایران است.

## جمعیت
این روستا در دهستان دهدشت شرقی قرار دارد و براساس سرشماری مرکز آمار ایران در سال ۱۳۸۵، جمعیت آن ۹۶۱ نفر (۱۷۳خانوار) بوده‌است.